# Castello di Vicobarone
Das Castello di Vicobarone ist eine mittelalterliche Burg in Vicobarone, einem Ortsteil der Gemeinde Ziano Piacentino in der italienischen Emilia-Romagna. Sie wurde später in eine Adelsresidenz umgebaut.

## Geschichte
Der Ort Vicobarone, der altrömischen Ursprungs ist, gehörte vom 9. Jahrhundert bis etwa 1100 der Abtei San Colombano in Bobbio, ebenso wie die nahegelegenen Orte Nibbiano und Zavattarello.
1314 wurde das Castello di Vicobarone, das, wie weitere Festungen in der Gegend, Zufluchtsstätte für die aus Piacenza vertriebenen Guelfen war, auf Geheiß von Galeazzo I. Visconti von den Truppen unter dem Kommando von Oberto del Cairo und Nello di Massa angegriffen, die sie am 8. Mai desselben Jahres eroberten. Sie machten eine beträchtliche Beute, die aus 600 Rindern, sowie Schafen und Schweinen, bestand.
Anders als andere Festungen in der Nähe, wurde die Burg nicht von Truppen aus der Gegend um Pavia angegriffen, wahrscheinlich wegen ihrer besonderen geografischen Lage.
Ab 1376 war die Burg in Besitz der Familie Malvicini, deren Ursprünge auf das Adelskonsortium der Fonatnesi zurückgehen. 1408 erhielten Francesco und Antonio Malvicini vom Herzog von Mailand, Giovanni Maria Visconti, die Investitur als Markgrafen des Lehens Vicobarone. Diese Investitur wurde 1467 erneut vom neuen Herzog von Mailand, Galeazzo Maria Sforza, bestätigt, der Vicobarone, zusammen mit den benachbarten Lehen Genepreto, Nibbinano, Stadera und Tassara, den Brüdern Dondazio, Bartolomeo und Francesco Malvicini Fontana zusprach und ihnen den Markgrafentitel verlieh.
Um die Mitte des 18. Jahrhunderts folgte der Familie Malvicini die Familie Serafini durch Heirat einer Erbin der Malvicinis mit einem Angehörigen der Familie Serafini.
1803 ließ der Markgraf Orazio Serafini Malvicini Fontana einen neuen Palast an dem Ort bauen, an dem „früher eine Burg war, die vollständig verfallen“ war.

## Beschreibung
Die Burg wurde im Laufe der Jahrhunderte vielen Umbauten und Erneuerungen unterzogen und später in den Adelspalast der Familie Malvicini Fontana integriert. Nach dem Umbau in den ersten Jahren des 19. Jahrhunderts umfasste der Palast Küchen, Speisekammer und Keller im Erdgeschoss, einen vollständig ausgemalten Salon mit Loggia, die nach Osten ausgerichtet war, drei Wohnungen und weitere Schlafkammern, die ebenfalls mit Fresken versehen waren, im Piano nobile, während im zweiten Obergeschoss sich einige Schlafgemächer und die Kornkammer befanden.
Nicht weit von der Burg findet sich der „Palazzo Malvicini Fontana“, ein U-förmiger Komplex aus dem 17. Jahrhundert, der an einen Turm aus dem Jahr 1000 angebaut und ursprünglich mit einem Brunnen, genannt pozzo delle larme, ausgestattet war. Nachdem dem Umbau des Palazzo ist dort ein Agrotouristikunternehmen untergebracht.